# Sandsvatn

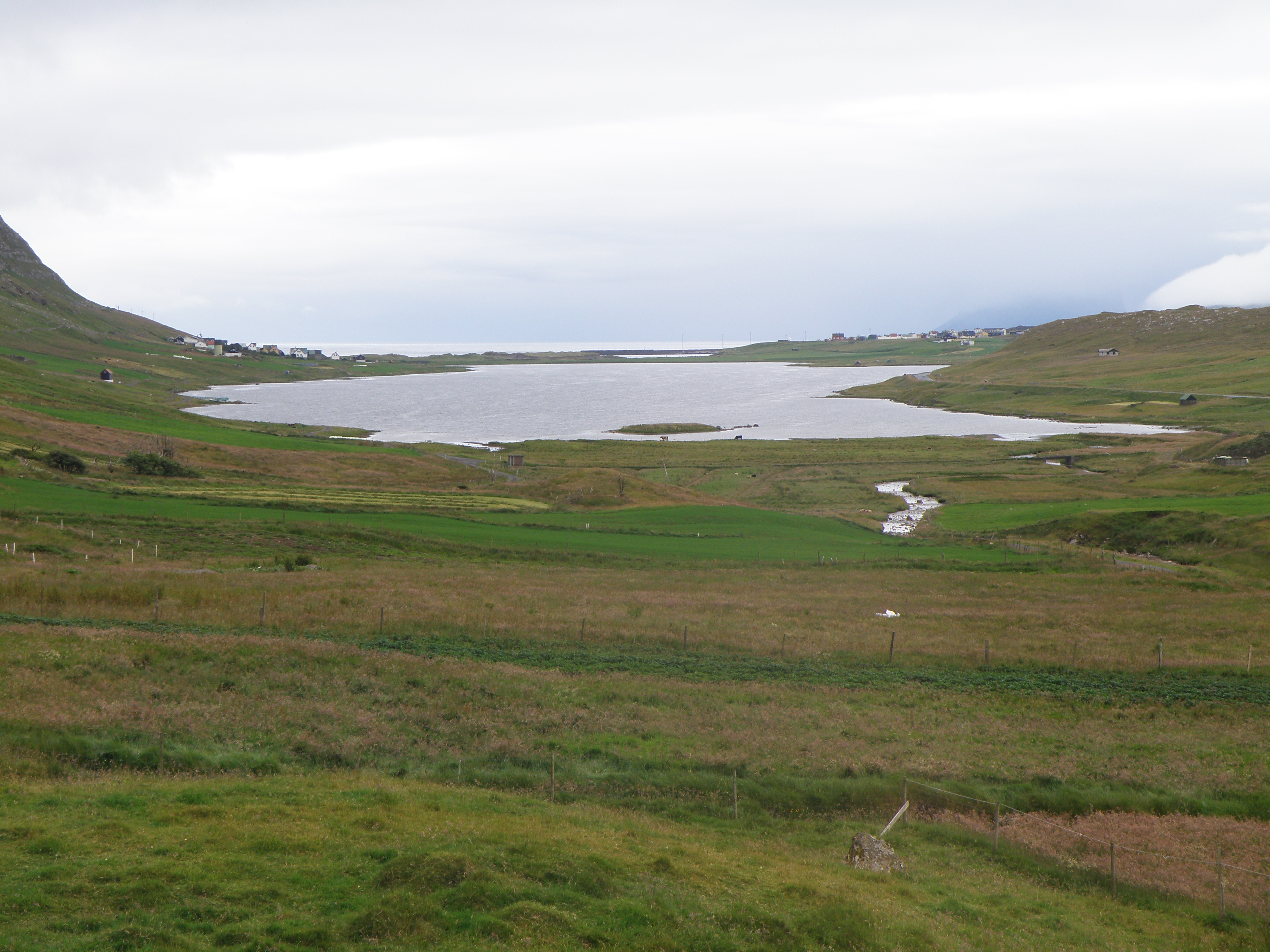
El Sansvatn y el pueblo de Sandur, vistos desde el norte.

Sandsvatn es un lago de las Islas Feroe, Dinamarca. Es el mayor lago de la isla Sandoy y el tercero del archipiélago, con 0.8 km² de área.
Su nombre significa en feroés "lago de arena", y está relacionado con Sandoy, el nombre de la isla, y Sandur, la localidad que se asienta al sur del lago.
Es un lago poco profundo (5 m en promedio), de forma alargada en dirección norte-sur, con unos 700 m en su parte más ancha y 2 km de largo. Desagua en el Océano Atlántico en la playa de Sandur. 
Es rico en trucha común (Salmo trutta) y atrae un alto número de aves migratorias.